# 岩生羊角棉
岩生羊角棉（学名：Alstonia rupestris）为夹竹桃科鸡骨常山属的植物。分布于泰国以及中国大陆的广西等地，多生长于山地疏林中以及山顶岩石上，目前尚未由人工引种栽培。